# Rhea (měsíc)
Rhea je měsíc planety Saturn. Objevena byla roku 1672 italsko-francouzským astronomem Giovannim Domenicem Cassinim. Rotace je vázaná. Teploty na povrchu se pohybují v rozmezí 53 až 99 K. V létech 2005-2013 byla několikrát fotografovaná sondou Cassini

## Prstenec
V roce 2008 vědci zjistili, že Rhea, jako snad jediný měsíc v sluneční soustavě, by měla mít kolem sebe trojitý prstenec z prachu. Další pozorování však toto nepotvrdila. 29. července 2010 bylo oznámeno, že předpoklady o existenci těchto prstenů byly neopodstatněné.

## Atmosféra
V roce 2011, po blízkém průletu sondy Cassini (necelých 76 km nad povrchem měsíce), se potvrdil předpoklad vědců: bylo zjištěno, že Rhea má slabou atmosféru tvořenou ze 70 % kyslíkem a ze 30 % oxidem uhličitým. Ve srovnání se Zemí je však kyslík v atmosféře Rhey zhruba 5biliónkrát řidší.

## Galerie

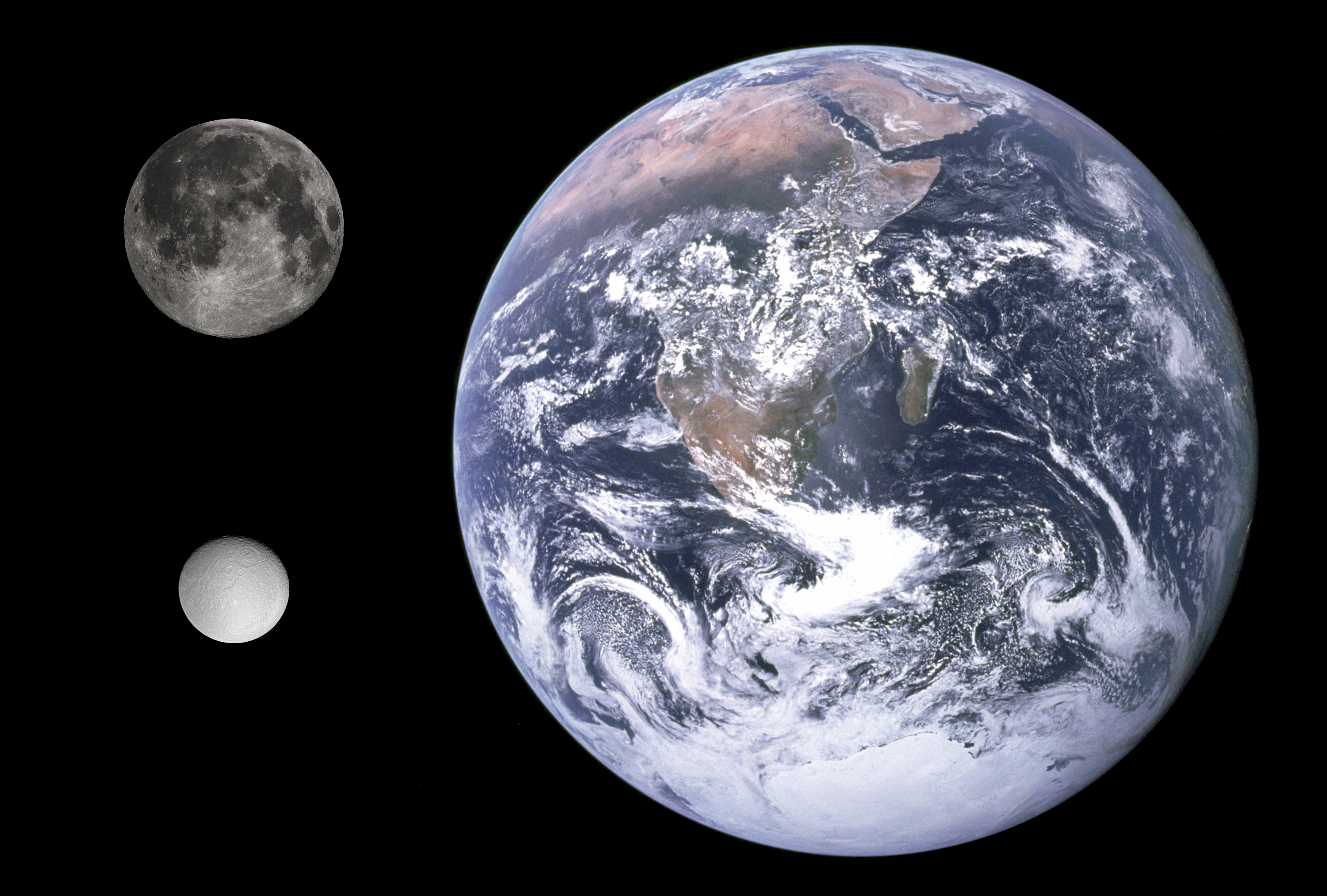
Srovnání Rhey, Země a Měsíce
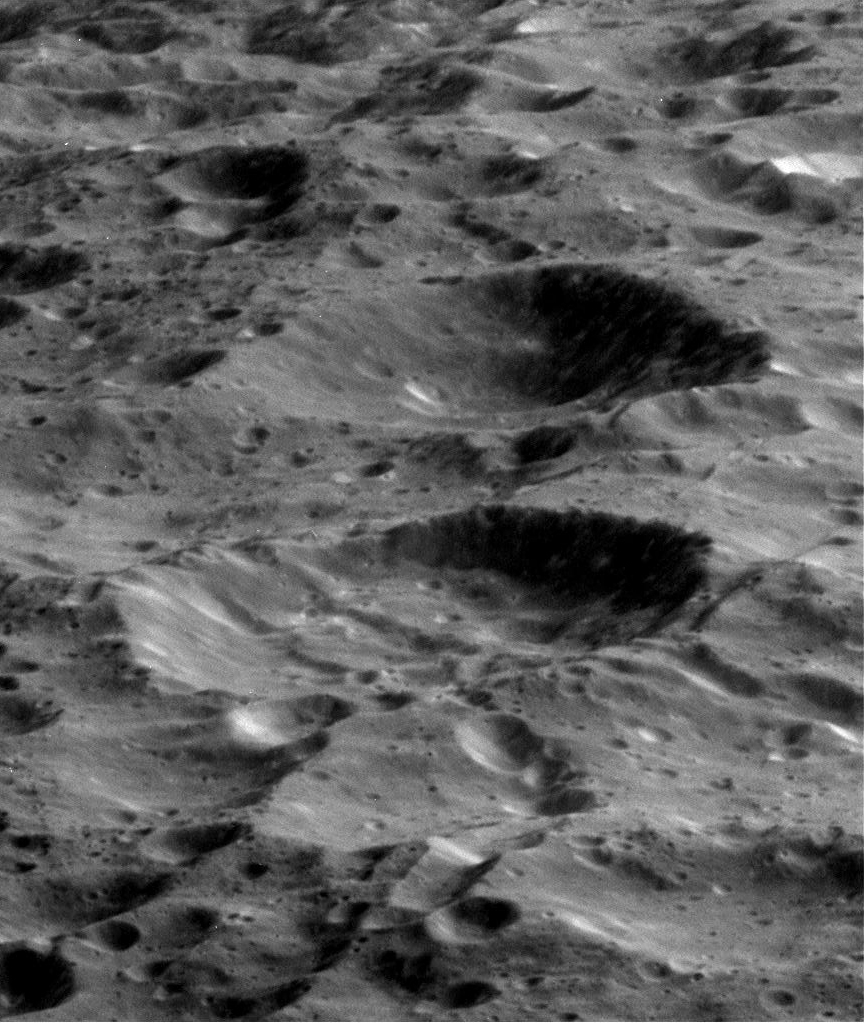
Krátery na povrchu pořízené sondou Cassini z výšky 3788 km.
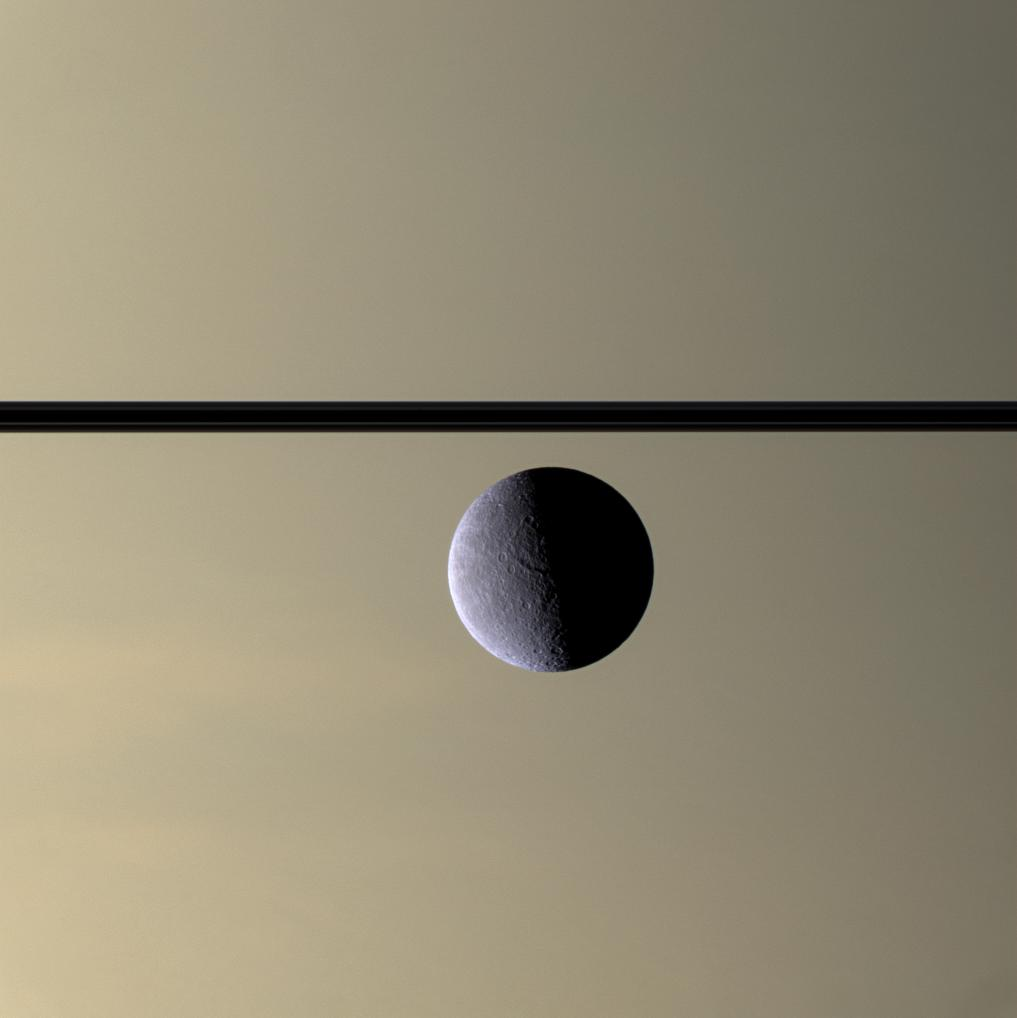
Rhea před Saturnem
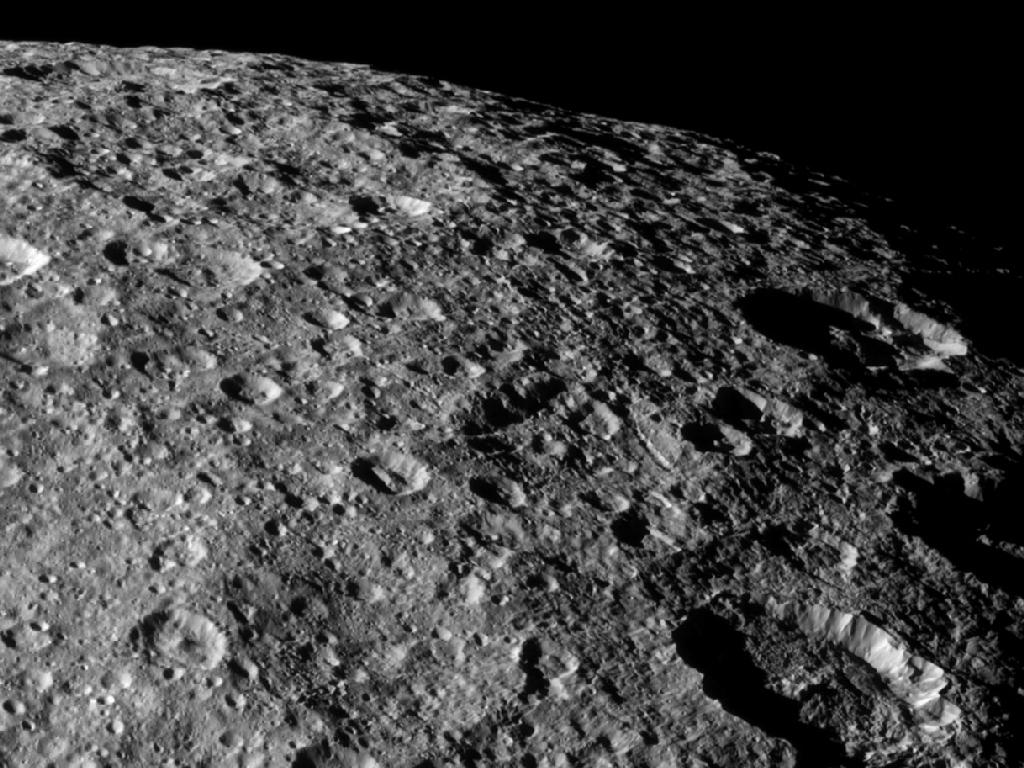
Krátery na povrchu sondou Cassini (2012)
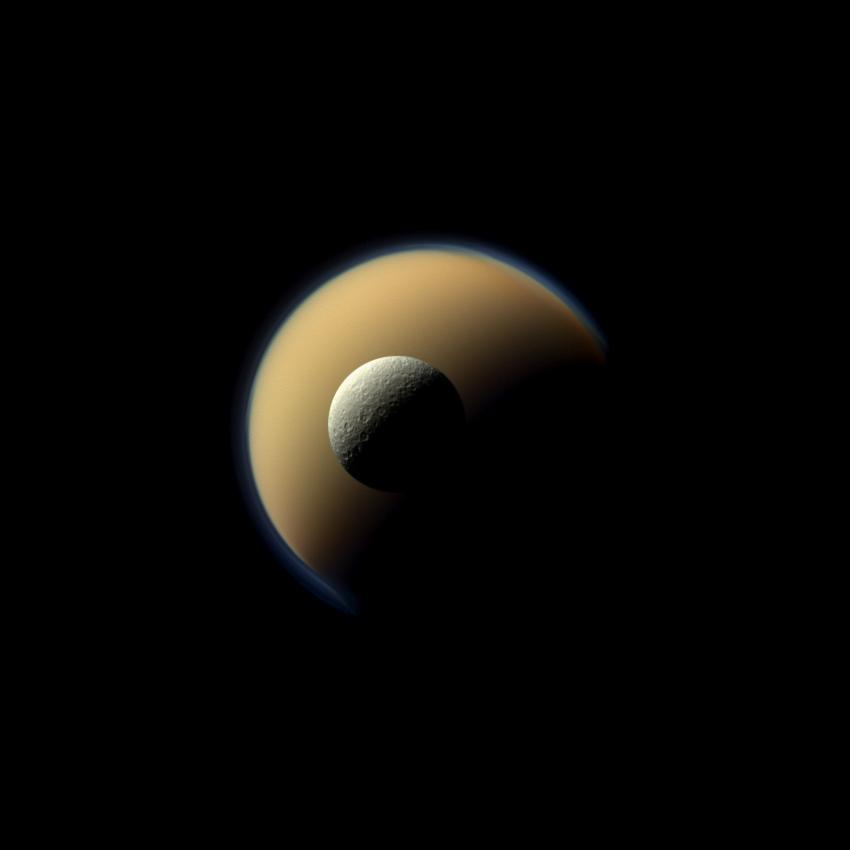
Rhea a Titan na pozadí